# Dactylocnemis pacificus
Dactylocnemis pacificus is een hagedis die behoort tot de gekko's en de familie Diplodactylidae.

## Naam en indeling
De wetenschappelijke naam van de soort werd voor het eerst voorgesteld door John Edward Gray in 1842. Oorspronkelijk werd de wetenschappelijke naam Naultinus pacificus gebruikt. De hagedis werd later aan andere geslachten toegekend, zoals Platydactylus en Hoplodactylus. De hagedis werd door Fitzinger in 1861 aan het geslacht Dactylocnemis toegewezen en is tegenwoordig de enige vertegenwoordiger van deze monotypische groep.
De soortaanduiding pacificus betekent vrij vertaald 'uit het Pacifisch Gebied'.

## Verspreiding en habitat
De gekko komt endemisch voor op Nieuw-Zeeland, meer bepaald op Noordereiland. De habitat bestaat uit gematigde bossen en gematigde scrublands.

## Beschermingsstatus
Door de internationale natuurbeschermingsorganisatie IUCN is de beschermingsstatus 'veilig' toegewezen (Least Concern of LC).